# Hawa 40 Volt Elektro-Kleinwagen

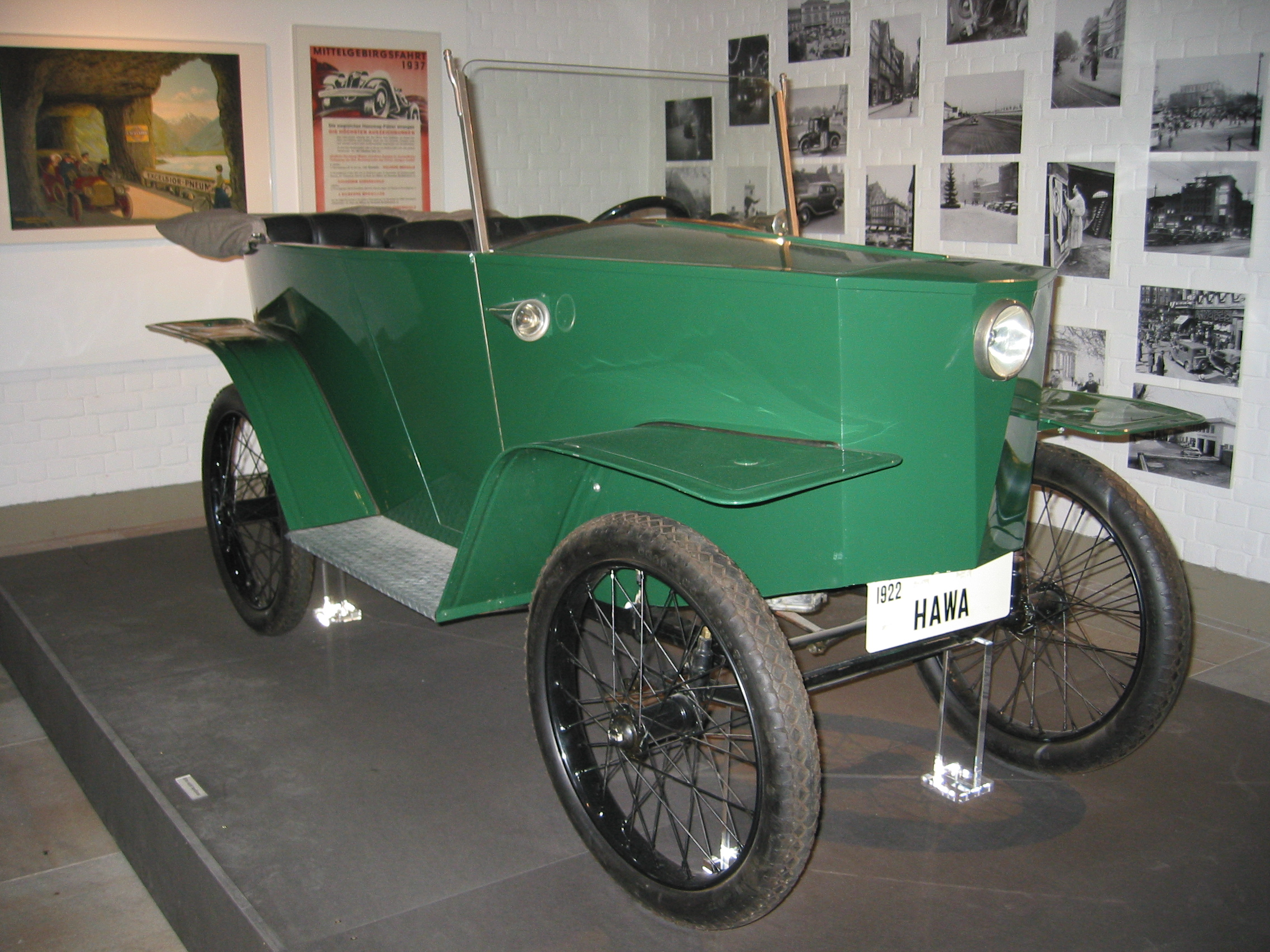
Hawa 40 Volt com o ano 1922 no lugar da placa

O Hawa 40 Volt Elektro-Kleinwagen foi um veículo elétrico produzido em pequena escala pela Hannoversche Waggonfabrik (Hawa) na primeira metade da década de 1920.
Um dos dois veículos remanescentes está sendo reformado e em breve deve ser testado por um grupo chamado "Hanomag".

## História
A Hawa, fundada em 1898, especializou-se na construção de bondes, maquinaria pesada, aeronaves e partes automotivas para empresas domésticas e internacionais, produzidas durante a hiperinflação na República de Weimar de 1921 a 1923, com cerca de 2.000 unidades produzidas, utilizando um motor elétrico e uma bateria de 40 volts. 
Como veículo de passageiros, foi entregue em uma versão com dois assentos em "tandem", mas também foi disponibilizado para transporte de cargas, o que acabou não tendo sucesso. Outra fonte indica que além destas versões, um Coupé também foi oferecido. O veículo pesava 320 kg, sendo considerado um ciclocarro.
Com uma distância entre os eixos de 1.564 mm e traçado de 890 mm, o veículo tinha 2.423 mm de comprimento e 1.150 mm de largura. A velocidade máxima era entre 20 e 24 km/h com uma autonomia de 70 km.